# 厦门马拉松
厦门马拉松赛（原名「厦门国际马拉松」，2017年更为现名，简称「厦马」），是中华人民共和国福建省厦门市每年举办的一项白金级马拉松赛事。厦门C&D股份有限公司是本届赛事的赞助商。2021年2月25日，世界田联官网宣布，厦门马拉松赛获2021“世界田联精英白金标”赛事认证。目前该赛事运营方为厦门广电旗下厦门文广体育有限公司。
2015年1月，肯尼亚男子选手摩西·莫索普以2:06:19的成绩在厦门马拉松创造了迄今为止中国境内马拉松赛事男子最好成绩。
厦门马拉松最初包含全程、半程、10公里、5公里等共四个项目；2015年，厦门马拉松将半程、10公里作为配套赛改在海沧举办，2016年11月在海沧正式创办专业化半程马拉松赛（厦门海沧半程马拉松）；厦门马拉松从2017年开始成为中国大陆第二个仅设全程项目的专业化马拉松赛事。
受到新冠疫情的影响。2021年和2022年的厦门马拉松的举办时间由传统的1月份改到4月举行。

## 历史
厦门国际马拉松赛始于2003年，經國家體育總局批准创办，在2008年1月4号被授予“2008年国际田联金牌路跑赛事”证书，从而成为国际田联首批金牌赛事，以其滨海风景优美的赛道而闻名。整个赛程都在沿海城市的风景区进行。2021年获得“世界田联精英白金标”赛事认证。
2010年，超过50000名选手参加了比赛。2013年共有73896名参赛者。

## 比赛路线
以2022年赛事路线为准：厦门国际会展中心（起点）→会展路→会展南路→环岛东路→环岛南路→演武大桥→鹭江道→湖滨南路（折返）→鹭江道→演武大桥→环岛南路→环岛东路（折返）→会展南路→会展路→厦门国际会展中心（终点）。

## 历届冠军

### 赛会纪录
| 年份                     | 时间    | 姓名        | 性别 | 国籍     |
| ------------------------ | ------- | ----------- | ---- | -------- |
| 2015建发厦门国际马拉松赛 | 2:06:19 | 摩西·莫索普 | 男   |          |
| 2015建发厦门国际马拉松赛 | 2:19:52 | 玛蕾·迪巴巴 | 女   | 衣索比亞 |

### 女子组冠军
| 年份          | 姓名                         | 国籍     | 成绩    |
| 2003年3月30日 | 海鲁·纳古西耶                | 衣索比亞 | 2:09:37 |
| 2004年3月27日 | 默依本·詹姆斯                |          | 2:10:54 |
| 2005年3月26日 | 雷蒙德·基科克                |          | 2:09:45 |
| 2006年3月25日 | 史蒂芬·劳若·卡玛             |          | 2:10:46 |
| 2007年3月31日 | 李柱宏                       | 中国     | 2:13:17 |
| 2008年1月5日  | 克内·科普若迪克              |          | 2:09:49 |
| 2009年1月3日  | 穆古·萨姆尔·姆特瑞           |          | 2:08:51 |
| 2010年1月2日  | 費伊薩·利勒沙                | 衣索比亞 | 2:08:47 |
| 2011年1月2日  | 凯伯春姆巴·罗伯特·凯伯科理尔 |          | 2:08:07 |
| 2012年1月7日  | 卡麦斯·彼得                  |          | 2:07:37 |
| 2013年1月5日  | 格塔乔·特发·纳格瑞           | 衣索比亞 | 2:07:32 |
| 2014年1月2日  | 马里科·凯伯拉格特·凯伯春姆巴 |          | 2:08:06 |
| 2015年1月3日  | 莫瑟斯·莫叟普                |          | 2:06:19 |
| 2016年1月2日  | 文森特·奇普鲁托              |          | 2:10:18 |
| 2017年1月2日  | 莱米·贝尔哈努                | 衣索比亞 | 2:08:27 |
| 2018年1月7日  | 德杰尼·德贝拉                | 衣索比亞 | 2:11:22 |
| 2019年1月6日  | 德杰尼·德贝拉                | 衣索比亞 | 2:09:26 |
| 2020年1月5日  | 比尔汉·尼比比                | 衣索比亞 | 2:08:16 |
| 2021年4月10日 | 杨定宏                       | 中国     | 2:15:25 |
| 2023年4月2日  | 菲力蒙·基普丘姆巴            |          | 2:08:00 |
| 2024年1月7日  | 阿塞法·博基                  | 衣索比亞 | 2:06:46 |

### 多次夺冠
| 时间          | 姓名                 | 国籍     | 成绩    |
| 2003年3月30日 | 周春秀               | 中国     | 2:34:16 |
| 2004年3月27日 | 周春秀               | 中国     | 2:23:28 |
| 2005年3月26日 | 周春秀               | 中国     | 2:29:28 |
| 2006年3月25日 | 孙伟伟               | 中国     | 2:26:32 |
| 2007年3月31日 | 朱晓琳               | 中国     | 2:26:08 |
| 2008年1月5日  | 张莹莹               | 中国     | 2:22:38 |
| 2009年1月3日  | 陈荣                 | 中国     | 2:29:53 |
| 2010年1月2日  | 巴伊萨·阿萨德        | 衣索比亞 | 2:28:53 |
| 2011年1月2日  | 阿梅尔·葛波娜·吉莫达 | 衣索比亞 | 2:31:49 |
| 2012年1月7日  | 阿苏·卡西姆          | 衣索比亞 | 2:23:09 |
| 2013年1月5日  | 法图玛·萨朵·德尔果   | 衣索比亞 | 2:27:36 |
| 2014年1月2日  | 玛蕾·迪巴巴          | 衣索比亞 | 2:21:36 |
| 2015年1月3日  | 玛蕾·迪巴巴          | 衣索比亞 | 2:19:52 |
| 2016年1月2日  | 沃克尼斯·伊得萨      | 衣索比亞 | 2:24:04 |
| 2017年1月2日  | 梅塞雷特·门吉古·比鲁 | 衣索比亞 | 2:25:58 |
| 2018年1月7日  | 法图玛·萨朵·德尔果   | 衣索比亞 | 2:26:41 |
| 2019年1月6日  | 梅迪纳·阿米诺        | 衣索比亞 | 2:27:25 |
| 2020年1月5日  | 梅迪纳·阿米诺        | 衣索比亞 | 2:26:12 |
| 2021年4月10日 | 焦安静               | 中国     | 2:35:30 |
| 2023年4月2日  | 梅塞雷特·阿莱姆      | 衣索比亞 | 2:24:41 |
| 2024年1月7日  | 貝克萊·古德塔        | 衣索比亞 | 2:22:54 |

| 运动员                      | 夺冠 | 年份       |
| --------------------------- | ---- | ---------- |
| 德吉那·德比拉（埃塞俄比亚） | 2    | 2018, 2019 |

| 运动员                           | 夺冠 | 年份             |
| -------------------------------- | ---- | ---------------- |
| 周春秀（中国）                   | 3    | 2003, 2004, 2005 |
| 玛蕾·迪巴巴（埃塞俄比亚）        | 2    | 2014, 2015       |
| 法图玛·萨朵·德尔果（埃塞俄比亚） | 2    | 2013, 2018       |
| 梅迪纳·阿米诺（埃塞俄比亚）      | 2    | 2019, 2020       |

### 按国家
| 国家     | 总计 | 男子 | 女子 |
| -------- | ---- | ---- | ---- |
| 衣索比亞 | 21   | 8    | 13   |
|          | 11   | 11   | 0    |
| 中国     | 12   | 3    | 9    |

## 2014年厦门国际马拉松赛
2014年厦门国际马拉松赛于2014年1月2日在厦门市举行。比赛的冠军将得到高达4万美元奖金，如果打破赛会纪录，还将会另外得到1万美元，而创造世界纪录的选手则更会被重奖100万美元。最后，男子组冠军由肯尼亚选手马里科·凯伯春姆巴（另译为"马里科·基普楚巴"）以2小时08分03秒的成绩夺得，但没能延续连续6年打破男子纪录的势头；而女子组冠军则由来自埃塞俄比亚的马瑞-迪巴巴以2小时21分37秒夺得，并打破尘封了6年的赛会纪录。虽然该赛事在中国举行，然而已连续5年无中国选手夺冠。

## 争议
2010年厦门国际马拉松出现大规模作弊事件，经调查至少有30起，一些成绩名列前茅的选手在官方的成绩表上消失，后调查发现有作弊行为。一些选手携带多个计时传感器或中途使用公共交通工具。裁判们认为，这是因为学生们试图在普通高等学校招生全国统一考试中获得加分，赛后组委会表示已推迟发放比赛成绩册等待调查。时任厦门市体育局副局长、厦门国际马拉松赛组委会竞赛部部长何玺在接受媒体采访时承认组委会在比赛结束之初就发现了比赛中存在个别违反竞赛规则和规程的行为，对于一些替赛的作弊者组委会正在进行调查，调查和处理结果将上报中国田径协会，并追加处罚。在初步调查后，男子比赛前100名中，有31人的成绩被取消。 在进一步的调查后，因涉嫌作弊而被取消成绩的马拉松选手已由原来的39人增加到48人，已经上报给中国田协。组委会表示这些作弊人员两年内暂停其参加厦门国际马拉松赛的资格。
2014年厦门马拉松再次出现作弊事件，涉事选手一共有6位，3位替跑，另外3位选手以接力的方式完成比赛，已达到中国国家二级运动员标准。组委会表示决定取消其比赛成绩，两年内不准参加厦门国际马拉松赛，并上报中国田协。

## 外部連結
- 厦门马拉松官方网站